# Enzims de la indústria alimentària
Un enzim és una molècula de proteïna que catalitza reaccions bioquímiques. Té una estructura molecular complexa i la seva forma i conformació té un paper important en la seva funció catalítica. Els enzims com a biocatalitzadors promouen reaccions bioquímiques i utilitzen una molècula com a substrat, la qual és convertida en el producte. Com en tota catalització, els enzims redueixen l'energia d'activació de la reacció bioquímica. Actualment hi ha dues formes en les quals els enzims poden unir-se amb els substrats. El primer model es el "Lock and Key" proposat per Emil Fischer l'any 1894 en el qual explica que tant l'enzim com el substrat tenen una forma geomètrica específica i complementària que permet l'acoplament. Per altra banda l'any 1958, Daniel Koshland va proposar una modificació d'aquest sistema ja que, segons ell, el centre actiu s'adapta a la forma de l'enzim fins a aconseguir que aquest pugui dur a terme la seva funció catalítica. També cal destacar que les reaccions enzimàtiques operen de forma més eficient a una certa temperatura òptima així com en un rang acurat de pH. Els enzims són desnaturalitzats amb una temperatura excessiva, valors crítics de pH i amb certs químics.

## Introducció
Durant els 1600-1800, les accions dels enzims en teixits vius eren anomenades "fermentacions". Alguns exemples de l'aplicació d'enzims en els aliments són la fermentació alcohòlica, l'obtenció de productes derivats de la llet sense lactosa o el maltatge de grans per aconseguir una activitat "diastàtica" causant una conversió del midó a sucres. El terme enzyme va ser inventat per W. Kühne l'any 1878 provinent del terme grec enzyme, el qual vol dir "al llevat".
Els enzims alimentaris es poden classificar generalment en dues categories: aquells que afegim a l'aliment (de fonts exògenes) perquè causin un canvi desitjable, i aquells que ja existeixen en els aliments (de fonts endògenes) que poden ser responsables o no de reaccions que afecten la qualitat de l'aliment. Els enzims exògens es poden obtenir d'una gran varietat de fonts i la seva elecció es basa en el cost i la funcionalitat. Una funcionalitat apropiada es relaciona amb l'activitat catalítica, la selectivitat i l'estabilitat sota condicions que podem tenir durant el procés d'aplicació.
Per altra banda, actualment els enzims contenen una classificació numèrica. Aquesta són els números EC (Enzyme Comission Numbers) que es basen en les reaccions químiques que catalitzen cada un dels enzims. Com a sistema de nomenclatura d'enzims, cada número EC està associat a un nom recomanat per a aquell enzim. Realment els números EC codifiquen reaccions catalitzades per enzims, és a dir, enzims diferents que catalitzin la mateixa reacció tindran el mateix número EC. Cada un d'aquests codis consisteix en les dues lletres EC seguides per 4 números separats per punts, que representen una classificació progressivament més especifica.
Els principals enzims els podem dividir en 7 grans grups:
- EC 1 Oxidoreductases: enzims que catalitzen una reacció d’oxidació/reducció fent servir l’oxigen molecular com a acceptor d’electrons. En aquestes reaccions l’oxigen es redueix a aigua o a peròxid d’hidrogen.
- EC 2 Transferases: Enzims que transfereixen un grup funcional d’una substància a un altre.
- EC 3 Hidrolases: formació de productes a partir d’un substrat amb una hidròlisis
- EC 4 Liases: Adició o eliminació no hidrolítica de grups dels substrats
- EC 5 Isomerases: Isomerització d’una molècula
- EC 6 Ligases: Unió de dues molècules per síntesis de nous enllaços utilitzant ATP.
- EC 7 Translocases: Catalitzen el moviment d’ions o molècules a través de membranes.
Els dos últims grups, els quals són les ligases i les translocases, no seran tractats en aquest article ja que no tenen interès en la indústria alimentària.

## Oxidorreductases
Les oxidases són enzims que catalitzen una reacció d'oxidació/reducció emprant oxigen molecular com acceptor d'electrons. L’oxigen es redueix a aigua o a peròxid d’hidrogen.

### Glucosa Oxidasa

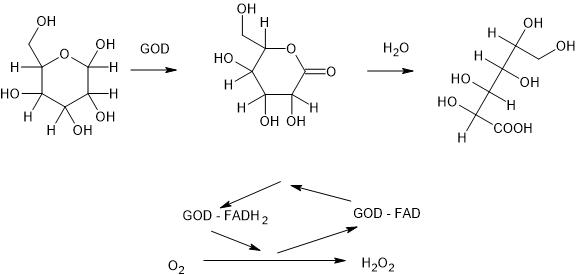
Oxidació de la glucosa

L'enzim glucosa oxidasa (EC 1.1.3.4) en presència d’oxigen catalitza l’oxidació de l’α-D-glucosa a α-D-gluconolactona i peròxid d’hidrogen.
En la indústria panadera, encara no se sap completament el mecanisme pel qual la glucosa oxidasa millora la qualitat del pa. Es creu que l’H₂O₂ produït per la catàlisi de l'enzim causa l’oxidació dels grups sulfhidril lliures de les proteïnes del gluten i la gelatinització dels pentosans solubles modificant les propietats reològiques de la massa de la farina de blat. Tot i que els estudis actuals no s'acaben de posar d’acord, sembla que una dosi mitja de glucosa oxidasa millora les propietats reològiques de la massa.
Aquest enzim també es fa servir per eliminar la glucosa residual i l’oxigen i així augmentar la vida útil dels productes. L’H₂O₂ produït en la reacció actua com a bactericida i es pot eliminar a posteriori fent servir un segon enzim, en aquest cas una catalasa,  que converteix L’H₂O₂ en oxigen i aigua. Aquesta combinació d’enzims s'ha fet servir per prevenir la coloració durant la deshidratació causada per les reaccions de Maillard en productes fornejats, donant petites millores en la molla dels pans i dels croissants.
La glucosa oxidasa també es fa servir per eliminar l’oxigen que queda en les begudes abans de ser segellades. També és responsable de prevenir la pèrdua de color i sabor en productes com la cervesa, el peix i aliments en llauna, ja que elimina l’oxigen perquè l'oxida a H₂O₂.
Per altra banda, aquest enzim també és utilitzat en la indústria del vi per produir begudes amb menys grau d’alcohol. Aquest elimina una part de la glucosa la qual seria convertida en alcohol en el procés de fermentació. Els estudis mostren que es podria reduir el contingut d’alcohol fins a un 2% així com, a més a més, aportar les propietats bactericides que faran que siguin necessaris menys quantitat de conservants.

### Catalasa

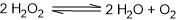
Descomposició del peròxid d'hidrogen

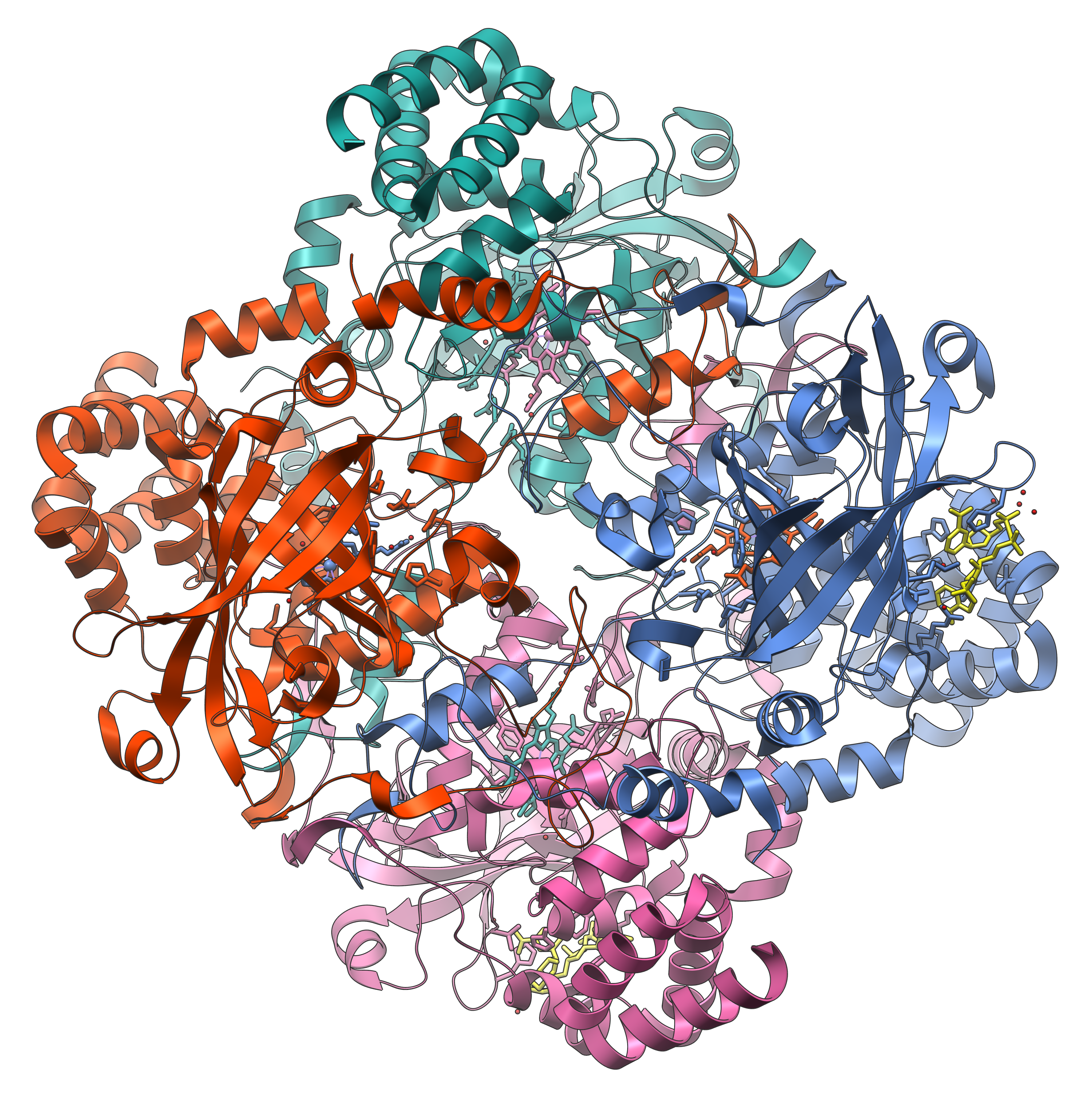
Estructura de la catalasa

La catalasa (EC 1.11.1.6) es un enzim que catalitza la descomposició del peròxid d’hidrogen en oxigen i aigua. Aquest enzim utilitza com a cofactor el grup hemo i el magnesi.
En la indústria del formatge aquest enzim s'utilitza per a realitzar un procés en el qual s'utilitza peròxid d'hidrogen com a substitució a la pasteurització, per preservar els enzims naturals de la llet que són beneficiosos per al desenvolupament del flavor del formatge. Aquesta pràctica està autoritzada per la Food and Drug Administration (FDA) i es refereixen a ella com a una pasteurització en fred. Quan s'usa peròxid d'hidrogen, aquest s'ha d'eliminar tot, i per això s'utilitza la catalasa que el transforma en aigua i oxigen molecular.
Per altra banda, com ja s'ha explicat en l’anterior punt, les catalases es poden utilitzar juntament amb les glucosa oxidasa per aconseguir una major conservació dels aliments.

### Lipoxigenasa
Les lipoxigenases (EC 1.13.11.-) són una família d'enzims que contenen ferro i catalitzen la dioxigenació d'àcids grassos poliinsaturats.
En la indústria panadera és un gran substitut del bromat de potassi o el peròxid de benzoïl, utilitzats normalment com a agents de fortificació i de blanqueig respectivament. S'incorpora al pa a través de la farina de soja i aconsegueix una co-oxidació dels carotens que produeix un blanqueig en el pa. Per altra banda, també oxida els grups SH de les proteïnes obtenint agregats que milloren l'estructura de la massa.
La lipoxigenasa també s'utilitza en la indústria alimentària per a produir compostos aromàtics a baix cost. La combinació de lipases i lipoxigenases amb àcids grassos poliinsaturats produeix aldehids de cadena curta i cetones que estan associades a aromes únics. Per exemple, en la indústria del te, es fa servir lipoxigenasa per catalitzar l'oxidació i descomposició de l'àcid linoleic i linolènic per produir acetaldehid, alcohol vinílic, aldehids vinílics i altres aromes únics que formen el te.

## Transferases
Una transferasa és un enzim que catalitza la transferència d'un grup funcional d'una molècula donadora a una acceptora.

### Transaminases
Les transaminases (EC 2.6.1.-) són enzims els quals catalitzen la reacció de transaminació entre un aminoàcid i un α-ketoacid. Són importants en la síntesi d'aminoàcids.
Una de les transaminases utilitzada en la indústria alimentària és la glutamina transaminasa. Aquesta s'usa com a coadjuvant tecnològic en additius alimentaris. Actua com a estabilitzant i coagulant en productes de la soja.
La glutamina transaminasa s'utilitza combinada amb la soja per a elaborar preparats proteics semblants a la carn. Aquestes es barregen amb carn picada i s'aconsegueix una millor textura així com un contingut més alt en proteïnes a l'hora de preparar preparats carnis. Aquesta també es pot afegir directament a la carn tot i que no tindrà tant temps per a reaccionar. Això s'acostuma a fer en productes amb una bona qualitat de carn ja siguin mandonguilles, salsitxes, entre d'altres. Afegir aquest enzim en productes carnis genera uns enllaços covalents entre les proteïnes del múscul, per tant, milloren la consistència del gel així com l'elasticitat, la textura i l'aparença.
Aquest enzim també és utilitzat per a la mateixa funció en productes de la pesca, com per exemple el surimi. En general el peix ja conté glutamina transaminasa de forma endògena, però aquesta normalment no és suficient per a formar l'estructura que es busca, per tant, se n'afegeix més.

## Hidrolases
Les hidrolases o enzims hidrolítics són aquells que catalitzen la hidròlisi d’un enllaç químic.

### Proteases
Les proteases (EC 3.4.21.-) són enzims que trenquen els enllaços peptídics de les proteïnes.
Les proteases són usades en el processament de la cervesa, ja que augmenten el volum de filtratge i millora la quantitat d'alpha amino nitrogen. Aquest ha d'estar en quantitats d'entre 140-180 mg/L perquè els llevats que duen a terme la fermentació puguin portar-la a terme de manera normal. En aquest cas són emprades quan es fan servir cereals sense maltejar, ja que en cas que aquests ho siguin ja s'assoleix el contingut de nitrogen necessari.
Les proteases, més concretament la papaïna, tenen una altra aplicació en les cerveses. Aquestes quan estan emmagatzemades a baixes temperatures poden desenvolupar proteoglicans de baixa solubilitat. Les papaïnes són particularment efectives hidrolitzant aquests compostos.
Aquests enzims també són utilitzats en la producció de formatges. Aquestes coagulen les proteïnes. Els més usats eren els provinents de qualls animals, ja que aquests posseeixen una característica única, tenen una gran especificitat de substrat. Aquestes proteases hidrolitzen un pèptid en concret de la k-caseïna que la converteix en para-k-caseïna, la qual no és capaç de mantenir les micel·les de la llet en suspensió i això afavoreix la coagulació del formatge.
Per altra banda, les proteases també són utilitzades en la indústria panadera. Aquestes s'usen per modificar el gluten, una proteïna del blat la qual expandeix la massa del pa, ja que l'hidrolitzen parcialment i acceleren la seva activitat. Per exemple, les farines baixes en gluten es fan servir per a fer galetes, però aquesta és difícil d'obtenir, per tant, es pot resoldre amb una degradació del gluten a través d'una proteasa.

### α y β amilases

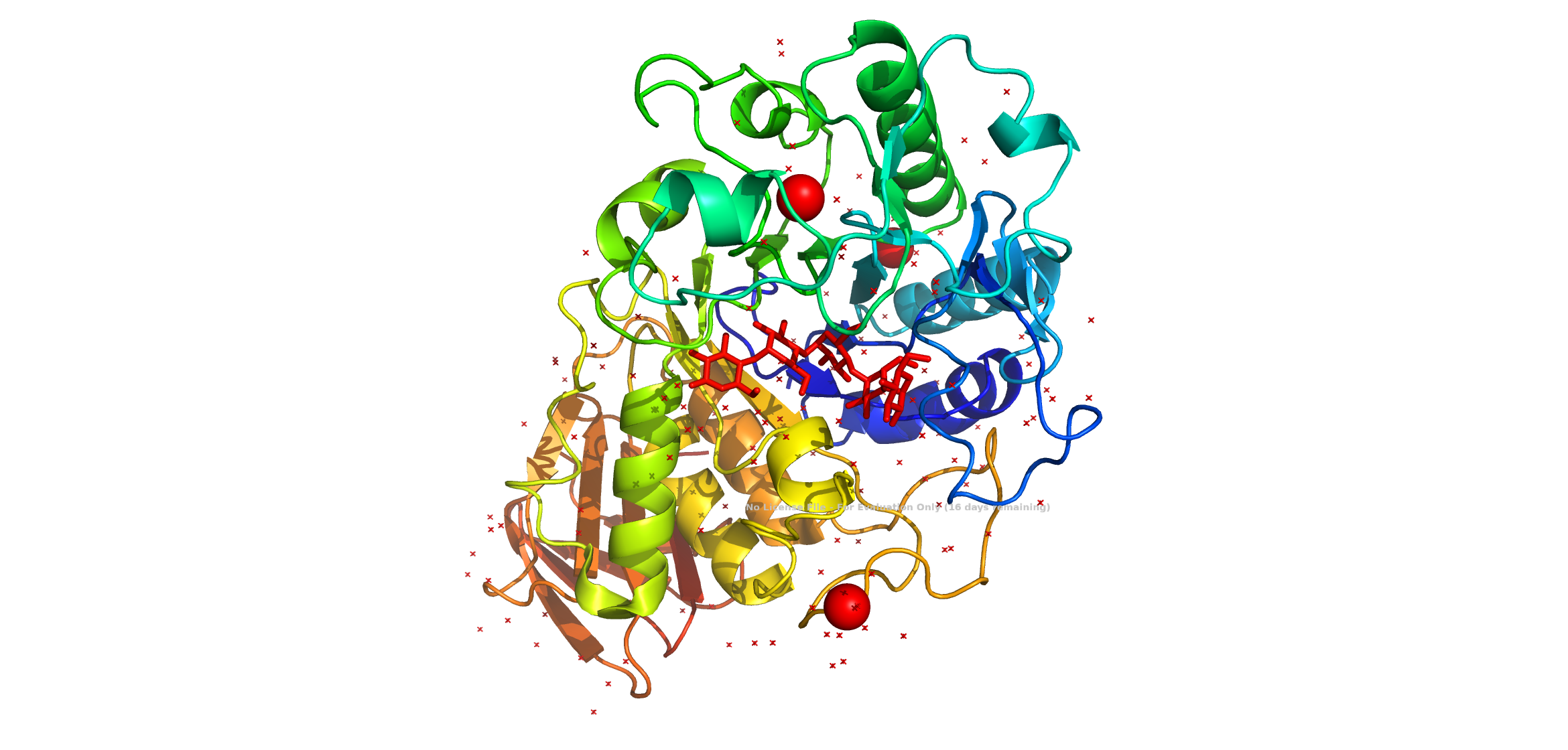
Estructura de la α-amilasa

Les amilases (EC 3.2.1.-) tenen la funció de trencar el glucogen i el midó en sucres simples.
Les α-amilases actuen en qualsevol punt de la cadena dels carbohidrats, en canvi, la β- amilasa actua des de l'extrem no reductor de la cadena, hidrolitzant el segon enllaç α-1,4.
La seva funció principal és generar molècules fermentables per als llevats, és a dir, sucres simples.
En la indústria panadera, les amilases s'afegeixen a la massa del pa per degradar el midó de la farina en dextrines més petites, les quals són fermentades per als llevats. Afegir aquests enzims a la massa augmenta la fermentació i redueix la viscositat d'aquesta, el qual millora el volum i la textura del producte. També genera sucres addicionals els quals milloren el sabor i el color de la crosta.
Les amilases també s'utilitzen per a la clarificació dels sucs de fruites. De fet, un estudi realitzat el 2017 conclou que la utilització d'amilases en els sucs de poma i de kiwi no només millora l'extracció, sinó també el gust, el color i el flavor. Les amilases degraden el midó en unitats més petites i milloren la clarificació i l'extracció del suc. Aquest tractament redueix la terbolesa dels sucs en l'embotellament.

### Glucoamilasa
La glucoamilasa (EC 3.2.1.3) és un enzim el qual trenca el midó en β-D-glucosa.
En la indústria, l'aplicació més important de les glucoamilases és la producció de xarops amb alt contingut de glucosa. La conversió del midó a sucres simples és un dels processos biotecnològics més rellevants. En els seus inicis la D-glucosa s'obtenia del midó a través d'una hidròlisi àcida la qual va descobrir Kirchoff l'any 1811 i Saussure l'any 1815. Actualment, s'hidrolitza el midó a través de dues fases: liqüefacció i sacarificació utilitzant una barreja de α-amilasa termoestable i glucoamilases.
També dins de la producció de xarops, aquest enzim també s'utilitza per a la producció de xarops de blat de moro amb alt contingut de fructosa (HFCS). Aquests s'usen per a substituir el sucre convencional en alguns àmbits, ja que la fructosa té més poder edulcorant que la sucrosa. La producció és molt semblant al xarop amb alt contingut de glucosa tot i que, un cop acabat, s'afegeix una glucosa isomerasa per a equilibrar el contingut de glucosa i fructosa amb una posterior refinació.
En la indústria panadera, les glucoamilases també s'utilitzen per a millorar la qualitat de la farina, millorar la massa així com aconseguir un maneig més eficient. També s'ha fet servir per a millorar el color de la crosta del pa, augmentar la qualitat de productes amb alt contingut de fibra i reduir el contingut de fitats. La glucoamilasa s'afegeix juntament amb les amilases per col·laborar en la conversió del midó en maltoses i sucres fermentables.
En el cas de la indústria cervesera, aquest enzim s'utilitza per a la mateixa funció, degradar el midó en sucres fermentables, els quals posteriorment seran transformats en alcohol per als llevats.

### Isoamilasa
Les isoamilases (EC 3.2.1.68) són enzims que poden hidrolitzar l'amilopectina i el glicogen de forma directa.
El midó és una de les matèries primeres més usada en la indústria. Aquest normalment conté grans quantitats de components amilopectínics, amb un percentatge del 4-5% d'enllaços α-1,6 glicosídics aproximadament. Els xarops amb alt contingut de glucosa normalment són formats a través de dos processos enzimàtics: liqüefacció i sacarificació. Els enzims descrits anteriorment com les glucoamilases o les β-amilases hidrolitzen de forma molt lenta, o fins i tot no hidrolitzen, els enllaços α-1,6 glicosídics. Segons alguns estudis, quan es barregen les isoamilases amb les glucoamilases a l'hora de fer la sacarificació de les cadenes de midó el rendiment augmenta un 96,91%.
Per altra banda, aquests enzims també són utilitzats per a modificar el midó i el glicogen. Per exemple, amb la utilització d'una isoamilasa termoestable es pot gelatinitzar el midó a la vegada que s'hidrolitza, aconseguint amilodextrina lineal, la qual és un gran combustible per a les biobateries.

### Lipases
Les lipases (EC 3.1.1.3) són enzims les quals la seva funció biològica és catalitzar la hidròlisi de triacilglicerols. Aquestes actuen en la interfase entre la fase aquosa i la no aquosa. La majoria de lipases produïdes s'utilitzen industrialment per a aromes en diferents productes.
Aquests enzims s'usen par a modificar la longitud de les cadenes d'àcids grassos de la llet per a millorar el flavor de diferents formatges. Per altra banda, hi ha uns formatges anomenats formatges modificats enzimàticament (EMC) els quals són produïts en presència d'enzims així com d'elevada temperatura, la qual produeix una concentració del flavor. Aquests són fets servir per a productes com salses, sopes o snacks. La concentració de grassa en aquests últims és de 10 vegades més.
La mantega de cacau conté àcid palmític i esteàric, el que fa que es fongui a aproximadament 37 °C, per la qual cosa es fon a la boca, fent una sensació refrescant. L'any 1976, Unilever va patentar la descripció d'un procediment que produïa substitutius de la mantega de cacau emprant lipases. Aquestes portaven a terme una transesterificació transformant l'àcid palmític a àcid esteàric. Per altra banda, però, aquest procés és econòmicament molt costós.
En la indústria de les grasses i els olis, les lipases permeten modificar les propietats dels lípids alterant la localització de les cadenes d'àcids grassos. Aquests enzims catalitzen les reaccions d'hidròlisis, esterificació i interesterificació de les grasses i els olis. Les lipases s'usen per a millorar les propietats emulsionants dels olis.
En el futur, es preveu que les lipases puguin ser utilitzades per a canviar estructures de triacilglicèrids d'olis barats i millorar les seves propietats nutricionals. També es poden convertir els olis en mantegues canviant els àcids grassos per uns amb un punt de fusió més alt.
Per altra banda, les lipases també es fan servir com a sensor per determinat quantitativament el triacilglicerol. Les bases teòriques són que les lipases transformen el triacilglicerol en glicerol i aquest es pot quantificar.
En la indústria panadera, recentment s'ha suggerit que les lipases poden fer-se servir com a substitut o suplement a emulsionants tradicionals, ja que degraden la part polar dels lípids del blat. Per altra banda, les lipases també s'han utilitzat en la indústria panadera per a millorar el flavor, augmentar la vida útil així com la textura, la qual millorar gràcies a la cristal·lització de les lipases.

### Fosfolipases
Les fosfolipases (EC 3.1.1.- en el cas de les fosfolipases A i EC 3.1.4.- en el cas de les fosfolipases C i D) són enzims que trenquen de forma selectiva fosfolípids en àcid grassos i altres substàncies lipofíliques.
Aquestes es poden dividir en quatre grans tipus (A, B, C i D) depenent del seu mecanisme d'acció. Les fosfolipases A1, A2 i B actuen en els enllaços èster carboxílics dels fosfolípids, per altra banda, les fosfolipases C i D modifiquen el cap polar.
Les fosfolipases són àmpliament utilitzades en la indústria alimentària, amb aplicacions importants en la producció d'olis, derivats de la llet així com en l'elaboració de productes fornejats. També hi ha altres aplicacions en el desgomatge de diferents olis vegetals i en l'elaboració del formatge.

### Pululanasa
La pululanasa (EC 3.2.1.41) és un enzim el qual va ser descobert per Bender i Wallenfels l'any 1961. Aquest també es coneix com a enzim desramificador, ja que hidrolitza els enllaços α-1,6-glicosídics. També ataca els enllaços α-1,4-glicosídics dels polisacàrids.
Aquests enzims s'utilitzen industrialment per a la producció de xarops amb alts continguts de glucosa i de maltosa. De fet, quan aquests són obtinguts de bacteris com Bacillus o Klebsiella pneumoniae són especialment útils, ja que són estables a altes temperatures.

### Lactasa

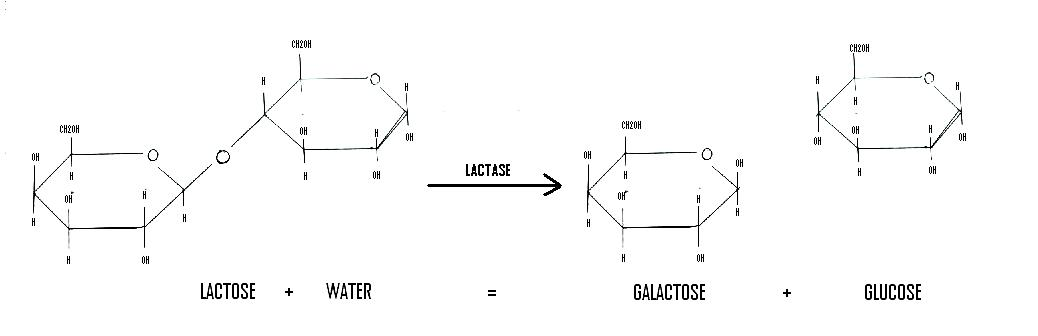
Hidrolització de la lactosa

La lactasa (EC 3.2.1.23) és un enzim el qual catalitza la hidròlisi de la lactosa a glucosa i galactosa.
Aquest enzim és utilitzat àmpliament per eliminar la lactosa de la llet per a elaborar productes per a persones intolerants a la lactosa. L'eliminació de la lactosa també produeix una sèrie de canvis en la llet, ja que millorar la solubilitat, el sabor, la dolçor i la digestibilitat.

## Liases
Les liases són enzims reductases que catalitzen la ruptura d'enllaços no pèptics per mètodes diferents a la hidròlisi o a l'oxidació.

### Pectat liasa

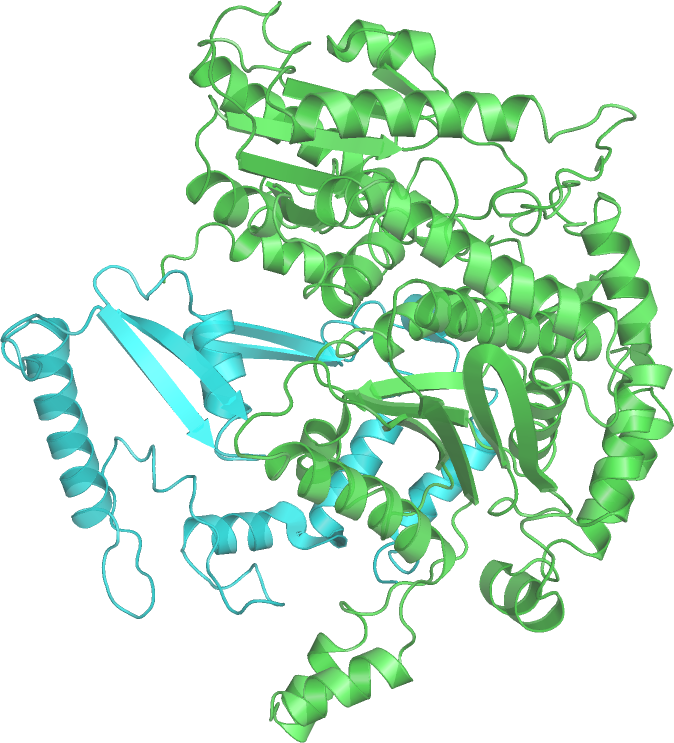
Estructura de la glucosa isomerasa

La pectat liasa (EC 4.2.2.10) és un enzim el qual trenca les unitats α-1-4 galacturonat de la cadena de pectina formant oligolacturonats 4,5- insaturats.
Aquests enzims són usats en freqüència per a clarificar els sucs de fruita ja que trenquen la cadena de pectina i eliminen la terbolesa. Són els preferits de la indústria ja que no produeixen metanol tòxic.

## Isomerases
Un enzim isomerasa és aquell que transforma un isòmer d'un compost químic a un altre. Per exemple pot transformar una molècula de glucosa a una de galactosa.

### Glucosa isomerasa
La glucosa isomerasa (EC 5.3.1.5) és un dels enzims més valuosos. Catalitza la isomerització reversible de la glucosa a la fructosa.

Aquest enzim s'utilitza per a l'elaboració dels xarops amb alt contingut de fructosa (HFCS) provinents del blat de moro. A causa de l'augment de la demanda del sucre refinat, al seu alt cost de producció així com els efectes adversos que pot tenir el consum de sucrosa o sucre invertit en la salut humana, s'han estat buscant substituts acceptables. Aquest xarop amb barreja de glucosa i fructosa és més dolç que la sucrosa, concretament 1,3 vegades més. Aquest s'elabora a partir del midó i el preu dels (HFCS) és entre un 10 i un 20% més barat que el de la sucrosa si ens basem en la seva dolçor. Aquest també és preferit en la indústria alimentària ja que no cristal·litza.

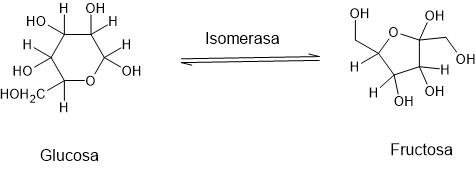
Isomerització de la glucosa a fructosa

Per altra banda, la glucosa isomerasa també pot isomeritzar la xilosa. Aquesta propietat s'utilitza per passar la xilosa a xilulosa, la qual pot ser fermentada per llevats per produir etanol.